# Ministerul Sănătății din Gaza
Ministerul Sănătății din Gaza este organul central însărcinat să se ocupe cu chestiunile administrative referitoare la serviciile publice de sănătate din Fâșia Gaza. Actualul ministru al Sănătății din Gaza este Mufiz al-Makhalalati, care a fost numit în această poziție în septembrie 2012, în urma restructurării guvernului Hamas din Fâșia Gaza.
Mufiz al-Makhalati l-a înlocuit pe Basem Naim, care a ocupat postul în timpul primului cabinet Hamas.

## Miniștri ai Sănătății din Fâșia Gaza
|   | Nume | Partid | Perioadă în funcție      |
| - | --- | ------ | ------------------------ |
| 1 | Basem Naim (membru al primului cabinet Hamas, condus de Ismail Haniya, care a deschis controlul de facto asupra Fâșiei Gaza, în iunie 2007) | Hamas  | iunie 2007–ianuarie 2009 |
| 2 | Mufiz al-Makhalalati (membru al celui de-al doilea cabinet Hamas)                                                                           | Hamas  | aprilie 2009–prezent     |